# Бранко Милюш
Бранко Милюш (сербохорв. Branko Miljuš, нар. 17 серпня 1960, Книн) — югославський і хорватський футболіст, що грав на позиції захисника.
Виступав за клуби «Хайдук» (Спліт), «Реал Вальядолід» та «Віторія» (Сетубал), а також національну збірну Югославії.

## Клубна кар'єра
Футболом почав займатися у складі команди «Устанік» із міста Срб, увійшовши до основного складу клубу у віці 14 років. Грав раніше на позиції півзахисника, часто на флангах. У віці 15 років вступив до академії сплітського «Хайдука», у молодіжній команді виграв ряд трофеїв.
В основному складі клубу дебютував у 1980 році. 1981 провів на правах оренди в команді Другої ліги «Солін», після шести місяців виступів повернувся в основний склад сплітського клубу. Був незамінним гравцем основи, у деяких матчах був капітаном команди. Всього провів 357 матчів (з них 175 у чемпіонаті Югославії) і забив два голи (обидва у регулярній першості). Вигравав Кубки Югославії 1984 та 1987 років.
Протягом 1988—1990 років захищав кольори іспанського клубу «Реал Вальядолід». У 1989 році він дійшов до фіналу Кубка Іспанії, але «Вальядолід» програв «Реалу» з рахунком 0:1.
Завершив ігрову кар'єру у португальській команді «Віторія» (Сетубал), за яку виступав протягом 1990—1992 років і 1991 року вилетів з вищого дивізіону.

## Виступи за збірну
2 червня 1984 року дебютував в офіційних матчах у складі національної збірної Югославії в товариській грі проти Португалії (3:2), після чого був учасником чемпіонату Європи 1984 року у Франції, де зіграв у поєдинках з Данією (0:5) і Францією (2:3), а Югославія вилетіла з турніру після групового етапу. 
Він також був членом команди, яка виграла бронзу на Олімпійських іграх 1984 року в Лос-Анджелесі, де провів 5 матчів.
Свій останній матч у складі Югославії провів 27 квітня 1988 року в товариському матчі зі збірною Ірландії (0:2) в Дубліні.
Загалом протягом кар'єри в національній команді, яка тривала 1 рік, провів у її формі 14 матчів.

## Титули і досягнення
- Володар Кубка Югославії (2):

«Хайдук» (Спліт): 1984, 1987